# Gamones
Gamones ist ein nordwestspanischer Ort und eine Gemeinde (municipio) mit 92 Einwohnern (Stand: 2024) im Westen der Provinz Zamora der Autonomen Gemeinschaft Kastilien-León. 

## Lage
Gamones liegt in der kastilischen Hochebene in einer Höhe von etwa 775 m nahe der Grenze zwischen Portugal und Spanien. Die Provinzhauptstadt Zamora ist etwa 38 Kilometer (Fahrtstrecke) in ostnordöstlicher Richtung entfernt. Das Klima im Winter ist durchaus kalt, im Sommer dagegen warm bis heiß, Regenfälle (ca. 593 mm/Jahr) fallen verteilt übers ganze Jahr.

## Bevölkerungsentwicklung
| Jahr      | 1970 | 1981 | 1991 | 2001 | 2011 | 2021 |
| Einwohner | 233  | 178  | 116  | 98   | 100  | 93   |

## Sehenswürdigkeiten

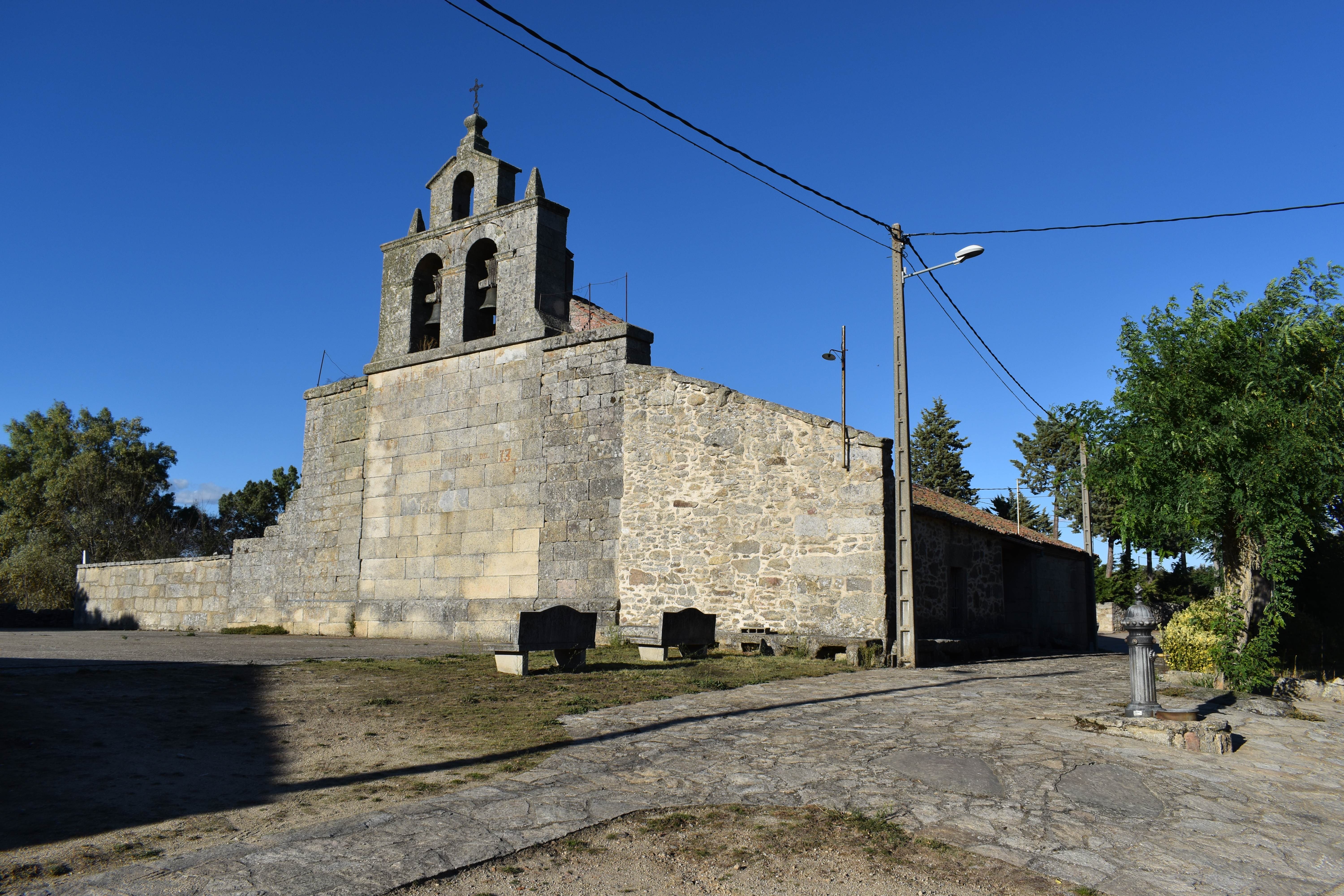
Ildefonsuskirche
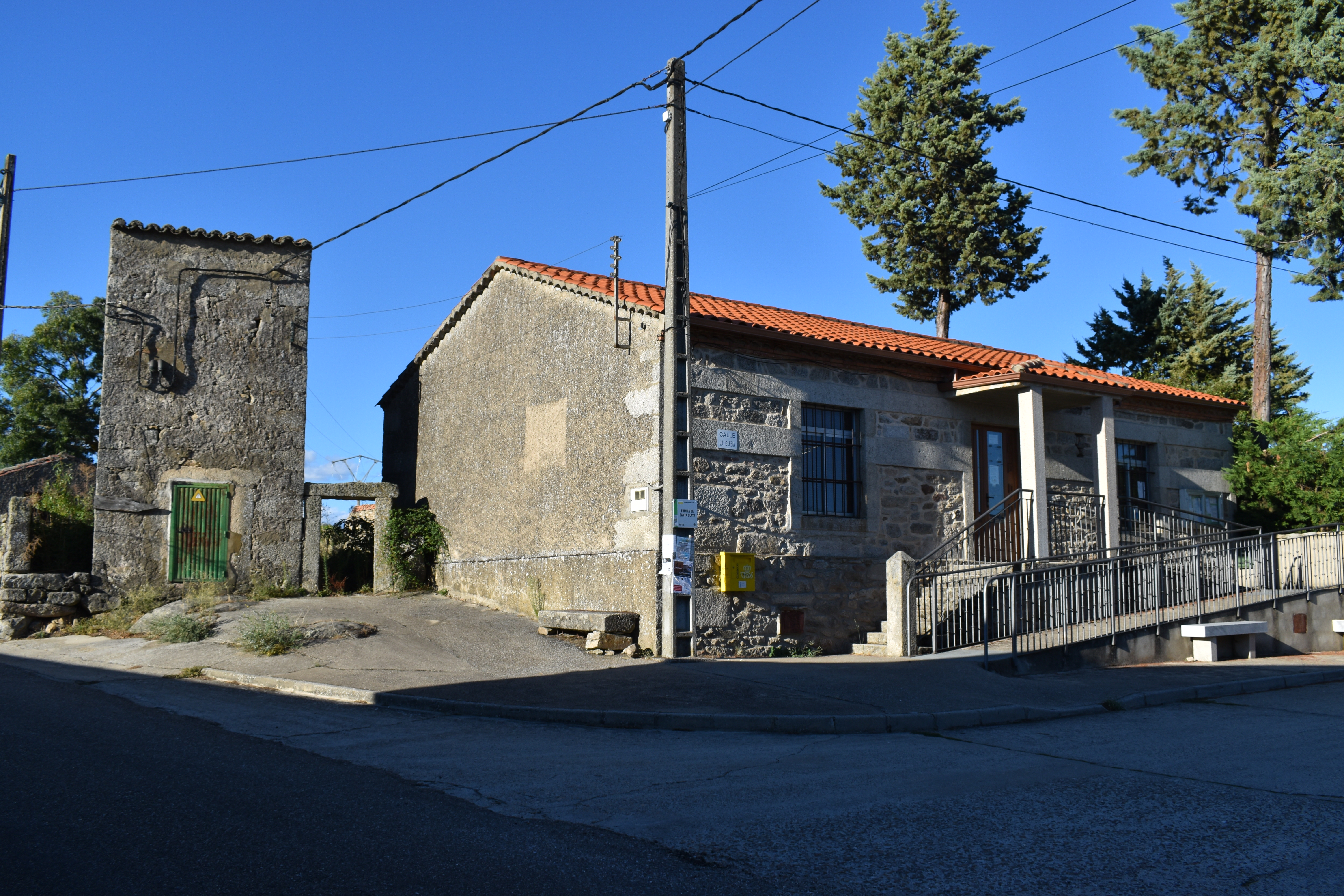
Rathaus

- Ildefonsuskirche
- Rathaus